# Ruta Nacional 9

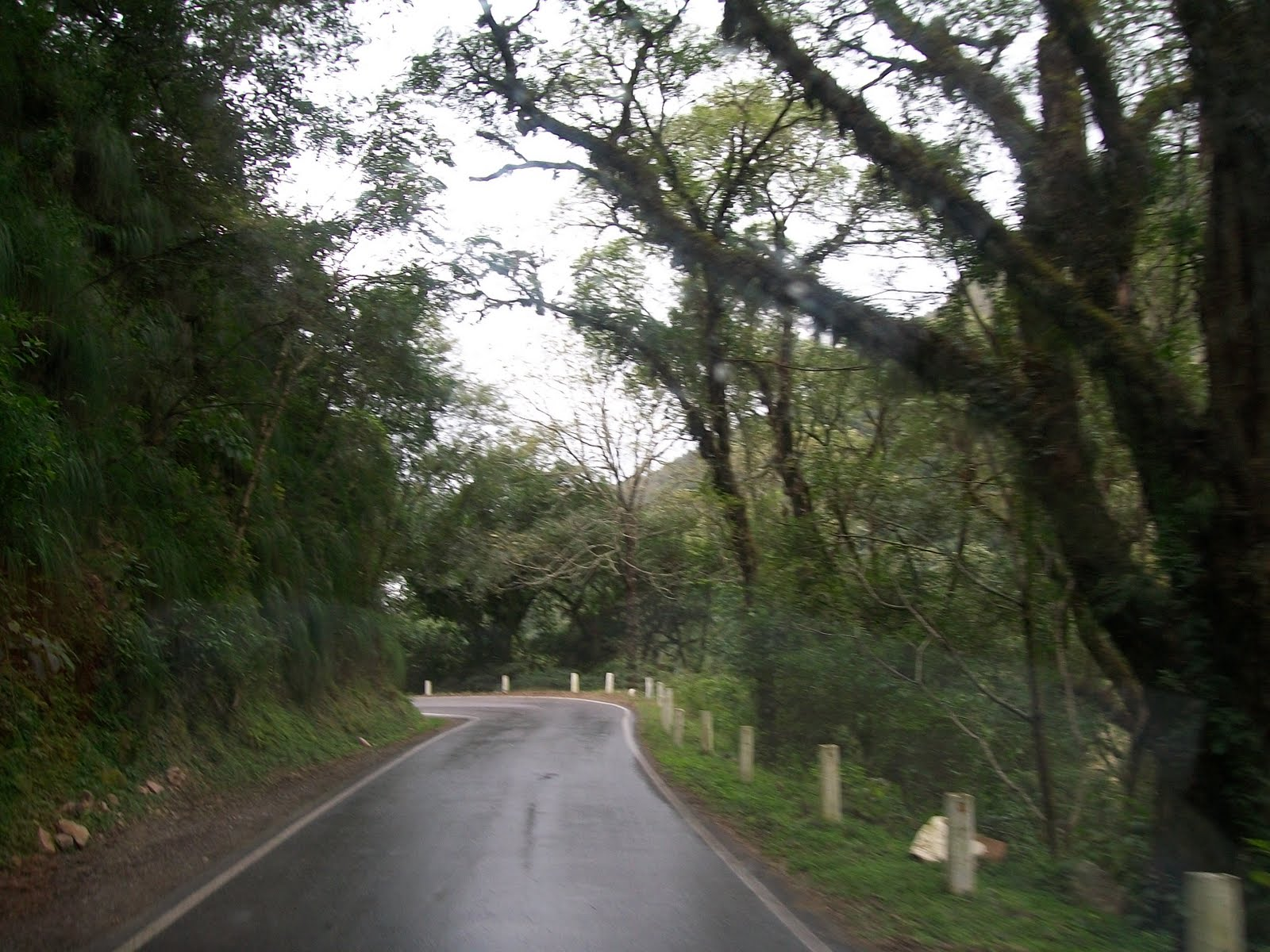
Ruta Nacional 9: Salta-Jujuy

Die Ruta Nacional 9 (Buenos Aires – La Quiaca) ist eine Nationalstraße Argentiniens. Sie ist auch als Panamericana bekannt, da sie Teil des gleichnamigen Netzwerks ist. Ihre Länge beträgt 1830 Kilometer; sie gehört damit zu den längsten nummerierten Straßen des Landes.
Die Straße hat eine lange Geschichte, da sie ab der Zeit des Vizekönigreiches des Río de la Plata die Hauptverbindungsstrecke zwischen der Minenstadt Potosí und des damals wichtigsten Überseehafens Buenos Aires war. Sie wurde früher auch Camino Real (königlicher Weg) genannt.

## Verlauf
Die Straße beginnt als mautpflichtige Autobahn an der inneren Ringstraße von Buenos Aires, der Avenida General Paz, und führt – als Acceso Norte bezeichnet – zunächst durch den nordwestlichen Vorortgürtel dieser Stadt, dann weiter parallel zum Río Paraná bis nach Rosario. Von dort verläuft sie weiter in Richtung Westen. Nach der Umgehung von Villa María wird die Stadt Córdoba erreicht. Bis Córdoba ist die Straße autobahnähnlich ausgebaut.
In Córdoba biegt die Straße nach Norden ab und führt durch Jesús María und Santiago del Estero nach San Miguel de Tucumán, wo sie ebenfalls auf einer kurzen Strecke vierspurig ausgebaut ist. Nach Rosario de la Frontera und Metán wird Salta erreicht.
Von Salta aus führt die Straße auf einem kurvenreichen Streckenabschnitt durch den subtropischen Nebelwald nach San Salvador de Jujuy. Dieser Abschnitt ist auch als Cornisa bekannt. Viele benutzen wegen der vielen Kurven auf der Strecke zwischen Salta und Jujuy daher lieber den Weg über die Ruta Nacional 34 und die Ruta Nacional 66.
Hinter Jujuy führt die Straße durch die Schlucht Quebrada de Humahuaca. Sie umfährt Tilcara und Humahuaca, die beiden wichtigsten Städte der Schlucht. Danach gibt es einen steilen Anstieg auf die Hochebene der Puna. Bei Tres Cruces wird mit 3750 Metern über Meer der höchste Punkt der Straße erreicht, von dort geht die Straße relativ flach weiter.
In Abra Pampa vereinigt sich die Straße mit der Ruta Nacional 40, der längsten Nationalstraße des Landes. Hier beginnt der letzte Streckenabschnitt, der fast geradlinig nach Norden in die Grenzstadt La Quiaca, führt, die über die Brücke „Horacio Guzmán“ mit dem bolivianischen Villazón verbunden ist.
Die Fortsetzung der Ruta 9 in Bolivien, die Ruta 14, führt über Tupiza fast bis Potosí.

## Besonderheiten
In fast allen Städten hatte die Ruta Nacional 9 ursprünglich einen anderen Verlauf als heute. Dazu gehören das Ballungsgebiet Gran Buenos Aires, Rosario, Córdoba und San Salvador de Jujuy, wo die ursprünglich innerstädtische Nationalstraße in einigen Teilen in Umgehungs- und Schnellstraßen umgewandelt wurden.